# Nakasima körzet
Nakasima (中島郡, Nakasima gun) Aicsi prefektúra egyik körzete volt Japánban.
2003-ban, a körzet népessége 36 239 fő volt, népsűrűsége 1170,89 fő négyzetkilométerenként. Teljes területe 30,95 km².

## Korábbi városok és falvak
- Heiva
- Szobue

2005. április 1-jén Heiva és Szobue egyesült Inadzava városba. A Nakashima körzet megszűnt az összeolvadás után.